# Szentháromság-templom (Trinidad)
A trinidadi Szentháromság-templom (Iglesia Parroquial de la Santísima Trinidad) katolikus egyházi intézmény, amely a város főterén, a Plaza Mayoron áll. Kuba egyik legnagyobb temploma.

## Története
A templomot 1817 és 1892 között építették egy korábbi, már a 17. században is álló hasonló célú építmény helyén, amelyet egy hurrikán 1812-ben lerombolt. Az épületet Emilio Echeverría és Ignacio Garrido tervezte.
A 75 évig tartó építkezés miatt az épület több egymást követő művészeti stílusból merít ihletet, így a neoklasszikus és a 19. századot jellemző kubai templomépítészet jegyei figyelhetők meg rajta. A templomnak öt hajója van, belseje gazdagon díszített, tornyában három harang – a Santísima Trinidad, a Mayor és a Nuestra Señora de la Consolación – található. A harangtorony nem szerepelt az eredeti tervekben, későbbi hozzátoldás az épülethez, Leonardo Morales építész munkája. A templom mennyezete dongaboltozatos, belső ívei a gótikát idézik. Számos kápolnája van, amelyeket gazdag fafaragás díszít.
A templomban található Az igaz kereszt ura (El Señor de la Vera Cruz) elnevezésű 18. századik szobor, amely fontos szerepet tölt be a helyiek hitében. A szobrot eredetileg a mexikói Veracruzba szállították, de hiába futott ki a hajó háromszor is, a rossz időjárás miatt minden alkalommal visszafordult, és újra kikötött. Mivel a helyiek isteni közbeavatkozásnak tekintették az eseményeket, a szobor Trinidadban maradt. A templom belsejében látható egy aranytunikás Jézus-szobor is, amelyet II. Erzsébet brit királynő ajándékozott a trinidadi egyházközösségnek.